# Istituto statale di istruzione specializzata per sordi Antonio Magarotto
Das Istituto statale di istruzione specializzata per sordi Antonio Magarotto ist eine Fachschule, die aus der von Tommaso Silvestri gegründeten Schule hervorgegangen ist. Der Hauptsitz befindet sich in Rom im Vicolo Casal Lumbroso 129, die Grund- und Mittelschule in der Via Nomentana 56.
Die Grund- und Mittelschulstufe sind im Gebäude des Istituto Statale per Sordi di Roma untergebracht.

## Geschichte des Gebäudes

### Stiftung
Das Institut entstand aus der Absicht des Ordensmannes Tommaso Silvestri, eine Schule für die Ausbildung von Gehörlose zu gründen. Um die notwendigen Techniken zu erlernen, verbrachte er einige Zeit in Paris bei Charles-Michel de l’Epée, dem berühmten französischen Abt, der im Jahr 1760 eine Schule für Taubstumme eröffnete, aus der später das Institut National de Jeunes Sourds de Paris hervorging.
Zurück in Italien versammelte er acht Schüler um sich, mit denen er im Privathaus seines Geldgebers, des Anwalts Di Pietro, eine Schule gründete. Der Erfolg der Initiative führte später zu einer Finanzierung durch den Kirchenstaat.

### Historische Situation
Nach dem Fall des Kirchenstaates wurde die Schule dem Ministero della pubblica istruzione unterstellt und wurde zum Regio Istituto dei sordomuti mit Zweigstellen auch in Mailand und Palermo.
Im Jahr 1889 wurde ein neues Gebäude mit einer Kapazität von etwa 300 Schülern errichtet.
Nach der Verabschiedung des Gesetzes 517/77 über die Integration in die Schule zog die Abteilung für Neuropsychologie der Sprache und der Gehörlosigkeit des Instituts für Psychologie des Consiglio Nazionale delle Ricerche im Anschluss an eine Vereinbarung an das Institut um, das den Prozess seiner Umwandlung in eine nationale Einrichtung zur Unterstützung der Integration Gehörloser einleitete.
Am 1. September 2000 wurden die Schulen rechtlich vom Trägerinstitut getrennt und zum Istituto Statale di Istruzione Specializzata per Sordi (I.S.I.S.S) zusammengefasst.